# Stabilizzante e lubrificante plastico
Per stabilizzante plastico per PVC (polivinilcloruro) si intendono diverse famiglie di prodotti chimici a base di diversi composti organici o inorganici che conferiscono la stabilità al calore e alla luce durante il processo di trasformazione della resina (polimero) in semilavorato (granulo) e/o in manufatto. Il PVC necessita di uno stabilizzante al calore per essere trasformato in semilavorato o prodotto finito nei vari processi come l'estrusione, lo stampaggio ad iniezione, il stampaggio per soffiaggio, la calandratura e altre forme di lavorazione.
L'uso di stabilizzanti plastici va abbinato a quello di lubrificanti plastici entrambi scelti fra i composti chimici più idonei alla lavorazione da effettuare, alle caratteristiche del prodotto finito da ottenere, agli impianti usati e alle normative da rispettare sia nell'ambiente di lavoro che nelle caratteristiche chimico-fisiche dei manufatti per l'impiego finale.
Fra le varie classi di stabilizzanti si annoverano quelli inorganici al piombo, al cadmio, al calcio-zinco, quelli organici allo stagno e quelli al  Ca - organico . Gli stabilizzanti si presentano in forme fisiche diverse essenzialmente di tre classi: liquidi, polveri, e solidi ma esenti da polvere come scagliette e perline. I lubrificanti si dividono in due classi: interni ed esterni: gli interni agiscono sulla riduzione degli sforzi di frizione fra le catene macromolecolari riducendo la viscosità del polimero fuso e sono compatibili con il PVC mentre gli esterni svolgono un'azione di riduzione dell'attrito fra le superficie metalliche degli impianti di trasformazione ed il polimero fuso facilitandone la scorrevolezza e sono prevalentemente a base paraffinica e polietilenica.Ci sono poi lubrificanti che svolgono un'azione mista interno-esterna.
La selezione più idonea ad ogni impiego è frutto di conoscenze di chimica-fisica, di reologia dei materiali, di esperienza sui macchinari di lavorazione e costituisce l'elemento più difficile, critico ma determinante per l'ottenimento del miglior prodotto finale che corrisponda alle caratteristiche richieste.

## Classi di stabilizzanti
Le principali famiglie di stabilizzanti dal punto di vista chimico sono:
- Stabilizzanti al Piombo  : i principali composti chimici sono:
- il  solfato tribasico di Piombo  che ha principalmente proprietà di stabilità al calore;
- il  fosfito bibasico di Piombo  che conferisce le migliori proprietà di resistenza alla luce oltre che essere un efficace stabilizzante al calore;
- lo  ftalato bibasico di Piombo  che conferisce le migliori caratteristiche elettriche ai manufatti come ad esempio gli isolamenti primari dei cavi elettrici ;
- lo  stearato bibasico di Piombo  che svolge un'azione mista stabilizzante (più debole dei primi tre) e lubrificante ('interno')
- lo  stearato neutro di Piombo  che svolge un'azione mista stabilizzante (più debole dei primi tre) e lubrificante ('esterno')

Alcuni di questi composti sono spesso combinati in diverse forme fisiche insieme per conferire un'azione sinergica stabilizzante e lubrificante tale da soddisfare le caratteristiche richieste dei prodotti finiti che si vogliono ottenere nonché le condizioni dei processi di lavorazione.
- Stabilizzanti al bario cadmio  : in passato molto usati, oggigiorno meno per l'aspetto di rischio tossicologico e di bando da parte di molte legislazioni. Sono prodotti sia liquidi che solidi con una forte azione di stabilizzazione al calore e di resistenza alla luce. Il loro impiego permette di ottenere buone caratteristiche di trasparenza dei manufatti.
- Stabilizzanti al calcio e al calcio - zinco  : si presentano in forma fisica solida, in pasta e liquidi. Sono prodotti considerati idonei al contatto con alimenti per molte legislazioni di vari Paesi. Permettono di ottenere prodotti finiti di discreta-buona trasparenza.
- Stabilizzanti al calcio organico  : principalmente usati in sostituzione di  stabilizzanti al piombo  per la produzione di tubazioni di PVC anche di grande diametro. Sono destinati a sostituire gradualmente gli  stabilizzanti al piombo .
- Stabilizzanti allo Stagno  : sono stabilizzanti a base di  mercapturi di stagno organico come il  dibutil stagno mercapturo  e l'ottil stagno mercapturo ; sono impiegati principalmente per film rigidi e atossici per contatto con alimenti e per uso farmaceutico, anche se hanno subito delle limitazioni nel loro impiego (Annex XVII del Regolamento Reach) e sono in via di sostituzione con nuovi prodotti in fase di sviluppo.

Tutti questi composti stabilizzanti debbono essere utilizzati in combinazione con idonei complessi lubrificanti.

## Classi di Lubrificanti
Vi sono varie classi di  lubrificanti , usati sia in combinazione con gli  stabilizzanti  per PVC che per altri impieghi e qui elencati essendo sostanzialmente gli stessi prodotti chimici.
- Stearati Metallici  : trattasi di  saponi metallici , derivati di  acidi grassi saturi  usati sia nel  PVC  come lubrificanti e co-stabilizzanti che in altri settori. A seconda del tipo di metallo si hanno proprietà  lubrificanti  e  stabilizzanti  differenti. Lo stesso tipo di  stearato metallico  può dare luogo a proprietà diverse a seconda che venga impiegato in combinazione con  stabilizzanti  differenti ed in processi di trasformazione del  PVC  diversi (per le diverse condizioni di processo). Si annoverano principalmente in questa classe i seguenti tipi (per impieghi non solo nel PVC:
- Stearato di Alluminio   : usato soprattutto come indurente per olio minerale
- Stearato di Ammonio  : usato soprattutto nel settore della carta.
- Stearato di Bario  : usato come lubrificante e stabilizzante per PVC.
- Stearato di Cadmio  : utilizzato soprattutto un tempo in  calandratura è un lubrificante e stabilizzante per PVC soprattutto al calore e alla luce. Conferisce trasparenza.
- Stearato di Calcio   : è il tipo più ampiamente impiegato per diverse applicazioni del  PVC  e non solo. È un  lubrificante atossico  principalmente interno. Un tipo speciale viene usato nel settore dei cavi elettrici rispettando le caratteristiche elettriche richieste e addirittura migliorandone alcune come la  resistività di volume degli isolamenti primari. Un tipo speciale viene utilizzato nel settore della carta patinata. Altri tipi appositi sono impiegati nei settori dei grassi lubrificanti e di varie poliolefine.
- Stearato di Litio  : impiegato soprattutto per la produzione di grassi lubrificanti. Un 'derivato' particolare l'idrossistearato di litio viene usato per vernici e inchiostri.
- Stearato di Magnesio   : usato nel settore delle vernici, della carta, nelle lavorazioni dei metalli.
- Stearato bibasico di Piombo  : usato prevalentemente nel settore del PVC come  lubrificante interno.
- Stearato neutro di Piombo  : usato prevalentemente nel settore del PVC come lubrificante esterno.
- Stearato di Piombo  : usato per grassi lubrificanti.
- Stearato di Sodio  : usato per polimeri termoplastici, cere, carta, vernici, fotografia, e per la fonderia.
- Stearato di Potassio  : usato nei settori della fotografia, delle cere e del tessile.
- Stearato di Zinco  : usato spesso in abbinamento con lo Stearato di Calcio , conferisce un ottimo colore ai manufatti. Trova impiego in diversi settori e per vari polimeri termoplastici, soprattutto per polistirene. Un tipo speciale viene largamente usato nel settore delle vernici per legno. un altro tipo particolare trova largo impiego nel settore della gomma SBR.
- Laurati metallici  : soprattutto di bario e di cadmio
- Benzoati metallici  : soprattutto di cadmio e di calcio.
- Derivati della Stearina e della Glicerina : la stearina stessa e suoi derivati sono molto usati come lubrificanti esterni.
- Derivati della Paraffina  : danno luogo a cere paraffiniche usate come lubrificanti esterni.
- Cere Polietileniche  : usati come lubrificanti esterni.
- Complessi lubrificanti  : composti da derivati e da combinazioni di vari lubrificanti sopra accennati con funzioni specifiche per il settore di trasformazione e il manufatto da ottenere e studiati per essere usati in abbinamento a determinati tipi di stabilizzanti.

## Complessi Stabilizzanti Lubrificanti
Sono sviluppati per comprendere tutti gli stabilizzanti e i lubrificanti necessari per un determinato processo di lavorazione e per soddisfare determinate caratteristiche dei manufatti nonché rispettare le norme vigenti per l'impiego degli stessi nei Paesi dove sono usati. Possono essere proposti in varie forme fisiche studiate per agevolarne l'utilizzo, la scorrevolezza, la dosatura anche in impianti automatici nonché la maggior pulizia e atossicità dell'ambiente di lavoro (come ad esempio l'assenza delle polveri). Si presentano prevalentemente solidi in forma di perline, scagliette, microgranuli, oppure anche liquidi e in pasta.